# Bombardier CRJ1000
Pour un article plus général, voir Bombardier Canadair Regional Jet.
Dimensions
Le Bombardier CRJ1000 est un avion de transport régional à réaction biréacteur produit par l'entreprise canadienne Bombardier Aéronautique. L'entreprise Mitsubishi a acquis le 25 juin 2020 le programme CRJ series pour 550 M$. Il est dérivé du Bombardier CRJ700 ainsi que du Bombardier CRJ900. Le projet de son développement sera lancé le 19 février 2007.

## Genèse du projet et intérêt initial

### Annonce du projet
En 2007, Bombardier annonce le lancement de son projet CRJ1000 NextGen. Il annonce par la même occasion que cette version sera la dernière dans la série des CRJ. D'une capacité de 100 places, cette version sera une réplique allongée du CRJ900 avec relativement peu d'évolution technique. Les ressemblances sont telles que le projet s'intitulait initialement CRJ900X.

### Objectifs de départ
L'objectif du constructeur canadien est de répondre à la demande des compagnies aériennes régionales, désireuses d'acquérir un avion de capacité moyenne à faible coût d'exploitation. Pour ce faire, le CRJ1000 offrira des ressemblances significatives avec le CRJ700 et le CRJ900 afin d'avoir des pièces compatibles avec les différents modèles des CRJ series et aux pilotes de piloter l'ensemble de la gamme des CRJ. Bombardier avance dès son premier communiqué que « son concurrent le plus proche génère des coûts d'exploitation jusqu'à 15 pour cent plus élevés », l'Usine nouvelle suggérant que l'avion mentionné serait l'ERJ190. Un second objectif est d'améliorer l'expérience passager avec une cabine plus confortable, avec l'agrandissement de la taille des fenêtres, ainsi qu'un nouvel éclairage. Bombardier avance aussi l'argument environnemental de son projet. Le CRJ1000 pourra réduire jusqu'à 30 % ses émissions des réacteurs de dioxyde de carbone par rapport aux « avions des générations précédentes » de même capacité,.

### Intérêt initial pour l'aéronef
Dès le lancement du projet, plusieurs compagnies se sont montrées intéressées par l'avion régional. Toutefois, seules des compagnies européennes s'y sont intéressés au départ.
| Compagnie         | Commandes | Commandes | Coût (approché en millions de $US) | Coût (approché en millions de $US) |
| Compagnie         | Fermes    | Options   | Fermes                             | Fermes + options                   |
| ----------------- | --------- | --------- | ---------------------------------- | ---------------------------------- |
| Brit Air          | 8         | 8         | 371                                | 768                                |
| My Way Airlines   | 15        | 0         | 704                                | -                                  |
| Compagnie anonyme | 15        | 15        | 704                                | 1500                               |

## Développement technique et commercial de l'aéronef

### Planning initial
Au lancement du projet, le vol inaugural du CRJ1000 était prévu pour l'été 2008. La mise en service commerciale était prévue pour le quatrième trimestre 2009.

### Vol inaugural et nouvelles commandes
Le premier prototype du CRJ1000, numéro de série 19991 et immatriculé C-FRJX, a pris son envol depuis le tarmac de l'aéroport international Montréal-Mirabel le 2 septembre 2008. À son bord se trouvait un pilote, Jacques Thibaudeau, un Officier Pilote de Ligne, Chuck Ellis, ainsi qu'un ingénieur spécialisé dans les vols d'essai, Eugène Lardizabal. Le décollage a lieu à 10 h 02, heure locale, il atterrit 3 heures 25 minutes plus tard. L'avion est alors monté jusqu'au niveau 300, soit 30 000 pieds et a atteint une vitesse de 260 nœuds, soit 481 km/h. Parmi les « nouveautés » technologiques, Jacques Thibaudeau mentionne une nouvelle gouverne de direction « à commande électrique ». Il confirme par ailleurs que « L’avion se pilote de façon similaire à l’avion de ligne CRJ900 plus petit, et les équipages n’auront donc aucun problème à passer au pilotage du biréacteur CRJ1000 NextGen de 100 places ». L'essai s'est bien déroulé et après quelques vols depuis le tarmac de Mirabel, l'avion part vers le centre d'essai technique de Bombardier à Wichita, situé dans l'état du Kansas. Il y est rejoint par le premier avion de série CRJ1000, immatriculé C-FNXG,. Bombardier profite de cette occasion pour faire un point sur les commandes passées. Les délais initiaux restent inchangés.
| Compagnie         | Commandes | Commandes |
| Compagnie         | Fermes    | Options   |
| ----------------- | --------- | --------- |
| Adria Airways     | 1         | 1         |
| Brit Air          | 8         | 8         |
| My Way Airlines   | 15        | 0         |
| Compagnie anonyme | 15        | 15        |

### Premier avion de série et poursuite des essais aux États-Unis
Le 13 juin 2009, Bombardier précise l'avancement du projet. L'entreprise y détaille notamment que le baril du premier avion CRJ1000 NextGen de série, no 19001 est arrivé dans les hangars de l'entreprise sur le terrain de Montréal-Mirabel le 16 janvier 2009 depuis Belfast, en Irlande du nord. Les ailes et l'assemblement du fuselage se fera sur l'aéroport canadien. Cet avion sera assemblé sur ce site et sera immatriculé C-FNXG. Après avoir fait son vol d'essai, il rejoindra le prototype 19991 à Wichita pour effectuer sont programme d'essai. En mai 2009, le prototype C-FRJX a effectué 450 heures de bol, représentant plus de 50 % du nombre estimatif total d’heures requises pour le programme. Il a volé en conditions givrantes et la masse de l'avion respecte les objectifs. L'intervalle des visites de check C a été fixé à 6 000 heures de vol, environ trois ans d'exploitation commerciale, ce qui est un bon point économiquement.

### Plusieurs contrats gagnants puis un revers pour Bombardier
Bombardier est en séduction commerciale face à son nouveau jet régional de 100 places. Le constructeur marque des points lorsqu'il annonce le 5 octobre 2008 l'achat de six CRJ1000 par Brit Air sur les huit options initiales. Le président de Brit Air, Marc Lamidey, ne tarira pas d'éloges sur l'aéronef : « Les biréacteurs CRJ de Bombardier offrent une excellente combinaison de performances, de caractéristiques économiques d’exploitation et de confort pour les passagers, qui répond à nos besoins, ». Le 13 juin 2009 la commande ferme de 35 avions pour la compagnie régionale Iberia Express, plus connue sous le nom d'Air Nostrum. Il s'agissait de la compagnie anonyme mentionnée dès le 18 février 2007. Les 15 commandes fermes sont assurées, les 15 commandes en options passent en commandes fermes, et 5 commandes de CRJ900 sur 16 passent en CRJ1000. Là encore, le président d'Air Nostrum, Carlos Bertomeu, couvre l'avion d'éloges : « Air Nostrum est fière d’être un client de lancement du biréacteur régional CRJ1000 NextGen, qui offre les mêmes qualités que les avions CRJ200 et CRJ900 que nous exploitons présentement. […] Les produits de Bombardier nous ont propulsés parmi les plus grands et plus prestigieux transporteurs régionaux d’Europe. Nous sommes pleinement convaincus que nos avions de ligne CRJ1000 NextGen – notamment grâce à leurs caractéristiques économiques exceptionnelles – nous aideront à continuer de croître et de prospérer. » Bombardier déclare alors avoir reçu 64 commandes fermes de CRJ1000 NextGen. Toutefois, le 10 aout 2009, bombardier annonce rompre son contrat avec la compagnie italienne MyAir.com, pour cause de difficultés financières. Ainsi, 15 avions de type CRJ1000 ne seront pas livrés. Le 22 juillet 2009, l'ENAC suspend la licence de vol opérationnelle de la compagnie,. Il semblerait que Adria Airways n'ait pas donné suite à sa commande de CRJ1000. Malgré la perte de nombreux clients, Bombardier maintient son projet qui compte alors 49 commandes fermes.
| Compagnie   | Commandes |
| Compagnie   | Fermes    |
| ----------- | --------- |
| Air Nostrum | 35        |
| Brit Air    | 14        |

### Certificats de type d’aéronef
Le 9 novembre 2010, l'avion d'essai immatriculé C-FRJX, a effectué 470 missions d'essai et totalise près de 1 400 heures de vol, toujours depuis la plateforme de Wichita. Les essais se sont visiblement bien déroulés puisque ce 9 novembre, Bombardier annonce avoir acquis deux certificats de type aéronefs majeurs : celui de Transport Canada et celle de l'AESA, l'agence européenne de sécurité aérienne,. Le 17 décembre 2010, c'est au tour de la FAA, l'agence de sécurité américaine, d'accorder le précieux certificat au CRJ1000 NextGen, alors même que les deux premiers exemplaires ont été livrés respectivement à Brit Air à Morlaix et Air Nostrum à Valence. Gary R. Scott, président, Bombardier Avions commerciaux, espère toujours convaincre des compagnies américaines de commander leur nouvel aéronef. Il déclare dans le communiqué du 21 décembre 2010 : 

« La certification octroyée par la FAA lève les derniers obstacles pour que le premier biréacteur régional de 100 places de Bombardier, l’avion de ligne CRJ1000 NextGen, puisse voler aux États-Unis – où Bombardier compte beaucoup d’exploitants de biréacteurs CRJ bien établis. »

À ce stade, seules les deux compagnies, Brit Air et Air Nostrum ont passé commande pour des CRJ1000.

### Mise en service de l'aéronef
Le 15 décembre 2010, bombardier présente son tout nouvel aéronef à Brit Air et Air Nostrum, la première étant celle qui opérera le premier vol commercial de cet avion, entre Lyon en France et Rome Fiumicino en Italie,. Il sera déployé sur cette ligne durant les vacances de noël de 2010, puis il officiera sur la ligne Nantes-Marseille. Le 22 décembre 2010, le premier CRJ1000 immatriculé F-HMLA a quitté les hangars de maintenance de Morlaix pour rejoindre sa base d'exploitation, Lyon Saint Exupéry.